# Rumæniens håndboldforbund
Federația Română de Handbal er det rumænske håndboldforbund. Det hører hjemme i hovedstaden Bukarest.

## Historie
- Den 17. juli 1921 spilles den første håndboldkamp i Rumænien. Kampen foregik på det centrale stadion Sibiu. Kampen blev organiseret af professor Wilhelm Binder og holdene var to lokale gymnasier: Brukenthal Gymnasium og pigernes Gymnasium
- I 1931 organiserede Sibiu den første større konkurrence, Transsylvanien Cup.
- I 1933 bliver håndbold optaget i det i forvejen eksisterende rumænske volleyball- og basketballforbund, der således kom til at hedde de rumænske volleyball- basketball- og håndboldforbund
- I 1934 bliver Transsylvanien Cup til den nationale håndboldliga. Ligaen består af tre underdivision: Nordligaen (Ardeal), Vestligaen (Banat) og Sydligaen (Bukarest og Ploiesti)
- I 1936 bliver det rumænske håndboldforbund dannet som et selvstændigt forbund

## Turneringer
Det rumænske håndboldforbund organiserer følgende håndboldligaer:
- Liga Naţională
- Liga Naţională
- Division A (mænd)
- Division A (kvinder)
- Juniorliga I for mænd
- Juniorliga I for kvinder
- Juniorliga II for mænd
- Juniorliga II for kvinder
- Juniorliga III for mænd
- Juniorliga III for kvinder

Forbundet står også for de rumænske landshold hos begge køn